# Черноухая белка-крошка
Черноухая белка-крошка (лат. Nannosciurus melanotis) — вид грызунов из подсемейства Callosciurinae семейства беличьих, единственный в роде черноухих белок, или белок-крошек (лат. Nannosciurus). Обитает в Юго-Восточной Азии.

## Описание
Черноухая белка-крошка имеет бледную окраску агути. В отличие от крошечных белок (Exilisciurus), у черноухих белок от носа до глаза идёт тёмная линия, под глазом тянется широкая охристая полоса, переходящая в пятно за глазом, а под этой полосой имеется ещё одна тонкая тёмная линия, которая идёт в сторону рта. Задняя часть уха и пятно за ухом тёмные.

## Классификация
Выделяют 4 подвида черноухих белок-крошек:
- Nannosciurus melanotis melanotis Müller, 1840 — остров Ява (Индонезия);
- Nannosciurus melanotis bancanus Lyon, 1906 — остров Банка (Индонезия);
- Nannosciurus melanotis borneanus Lyon, 1906 — остров Калимантан (Индонезия, Малайзия, Бруней);
- Nannosciurus melanotis pulcher Miller, 1902 — острова Суматра и Сингкеп[англ.] (Индонезия).

Ранее в состав рода Nannosciurus включали также виды, ныне относимые к Exilisciurus.